# Liste des diocèses et archidiocèses d'Italie

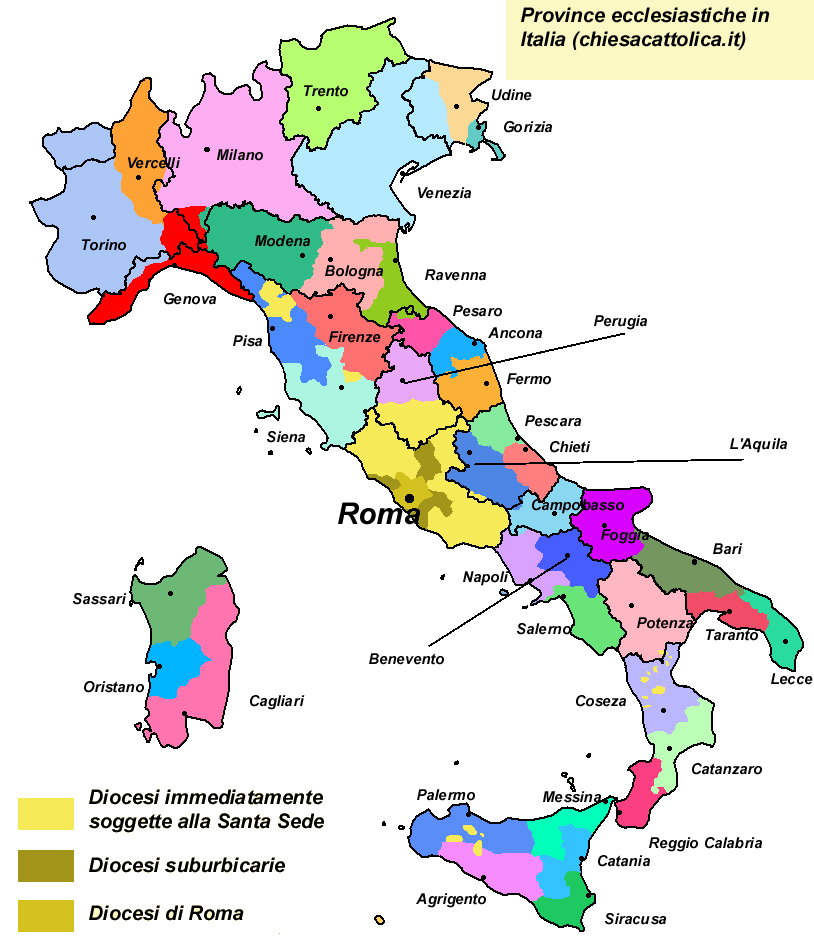
Provinces ecclésiastiques actuelles en territoire italien (les territoires délimitées en noir sur cette carte sont les régions administratives italiennes et non les régions ecclésiastiques).

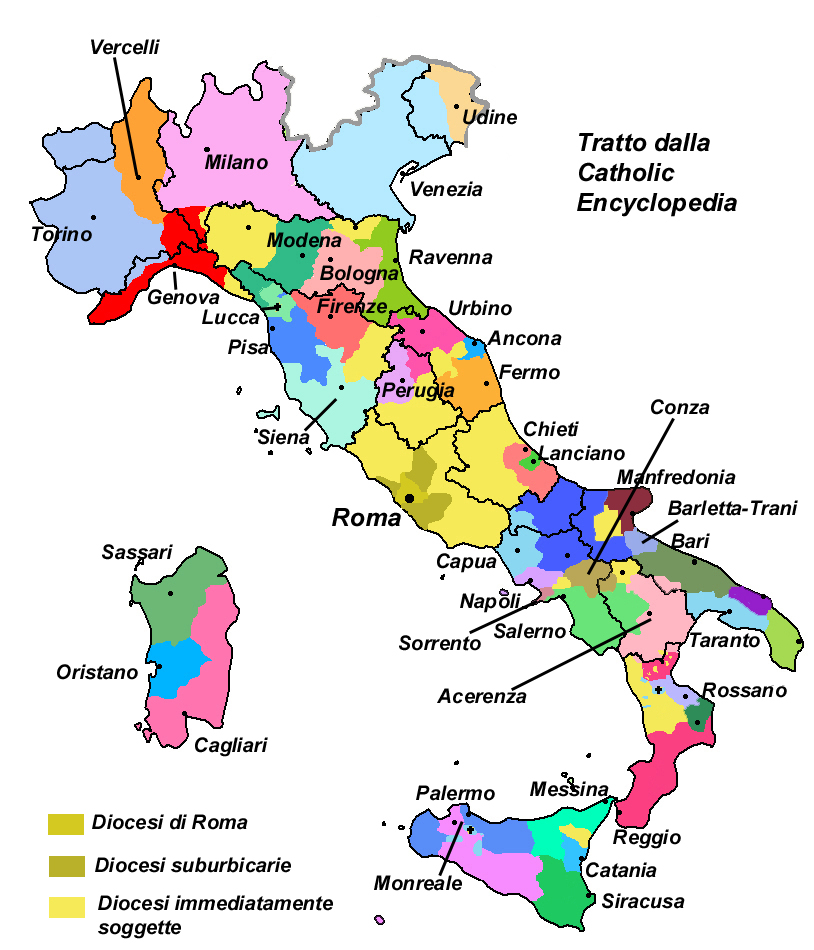
Les provinces ecclésiastiques italiennes en 1915.

L'article recense les diocèses et les autres églises particulières de l'Église catholique ayant leur siège en Italie.

## Présentation générale
Au 1er mai 2013, l'Église catholique en Italie compte 225 églises particulières, auxquelles s'ajoutent un ordinariat militaire — l'Ordinariat militaire en Italie — ainsi qu'une prélature personnelle — l'Opus Dei.
222 sont des églises particulières de l'Église latine, régie par le code de droit canonique. Les trois autres — l'éparchie de Lungro, l'éparchie de Piana degli Albanesi et l'abbaye territoriale Sainte-Marie de Grottaferrata — sont les trois églises particulières de l'Église grecque-catholique italo-albanaise, une des Églises catholiques orientales régies par le code des canons des Églises orientales.

### Territoire
Les 225 églises particulières ayant leur siège en Italie couvre l'intégralité de la République italienne ainsi que le Vatican, qui est compris dans le diocèse de Rome dont le siège est la basilique Saint-Jean-de-Latran, et la République de Saint-Marin, qui est comprise dans le diocèse de Saint-Marin-Montefeltro dont le siège est à Pennabilli.

### Rites
Trois églises particulières — l'éparchie de Lungro, l'éparchie de Piana degli Albanesi et l'abbaye territoriale Sainte-Marie de Grottaferrata — suivent le rite byzantin.
Le rite ambrosien est suivi dans la majeure partie de l'archidiocèse de Milan, dans une partie du diocèse de Bergame — notamment le vicariat de Calolzio-Caprino — ainsi que dans quelques paroisses des diocèses de Lodi, Novara et Sulmona.
Les autres églises particulières suivent le rite romain.

### Types
Les 225 églises particulières se répartissent comme suit :
- le diocèse de Rome ;
- 1 patriarcat métropolitain, celui de Venise ;
- 40 archidiocèses métropolitains ;
- 20 autres archidiocèses ;
- 7 diocèses suburbicaires ;
- 146 autres diocèses ;
- 2 éparchies ;
- 2 prélatures territoriales ;
- 6 abbayes territoriales.

Le diocèse de Rome, dont le pape est l'évêque, présente la particularité d'être aussi :
- le siège apostolique ;
- le patriarcat de l'Église latine, bien qu'en 2006, le pape Benoît XVI ait renoncé, pour lui et ses successeurs, à porter le titre de patriarche d'Occident[1] ;
- le siège primatial d'Italie ;
- un archidiocèse métropolitain ayant pour suffragants les sept diocèses suburbicaires ;

### Régions et provinces ecclésiastiques

#### Provinces ecclésiastiques
L'Église catholique en Italie compte quarante-deux sièges métropolitains et autant de provinces ecclésiastiques.
L'archidiocèse métropolitain d'Udine présente la particularité de ne pas avoir de suffragant.
193 églises particulières sont suffragantes d'un des quarante-et-un autres sièges métropolitains.
Les vingt-deux églises particulières restantes sont exemptes et relèvent directement du Saint-Siège.

## Liste des archidiocèses et diocèses par région ecclésiastique

### Région ecclésiastique d'Abruzzes-Molise

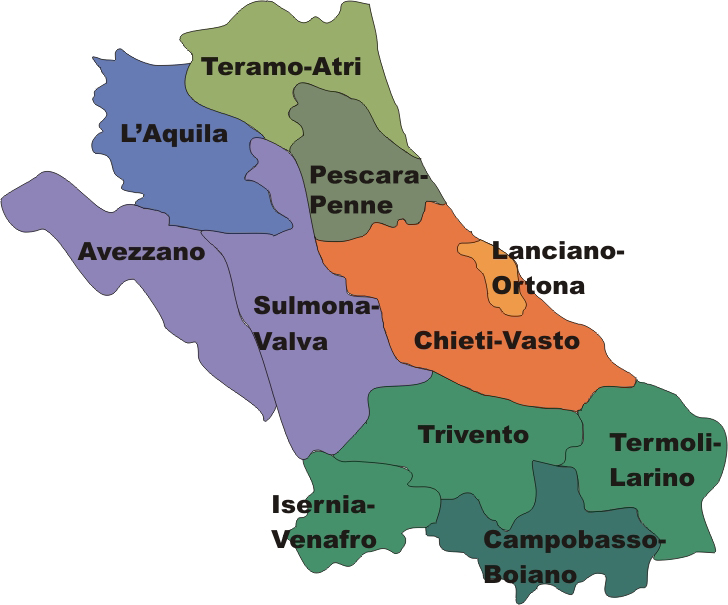
Région ecclésiastique d'Abruzzes-Molise.

- Archidiocèse de L'Aquila
  - Diocèse d'Avezzano
  - Diocèse de Sulmona-Valva
- Archidiocèse de Chieti-Vasto
  - Archidiocèse de Lanciano-Ortona
- Archidiocèse de Pescara-Penne
  - Diocèse de Teramo-Atri
- Archidiocèse de Campobasso-Boiano
  - Diocèse d'Isernia-Venafro
  - Diocèse de Termoli-Larino
  - Diocèse de Trivento

### Région ecclésiastique de la Basilicate

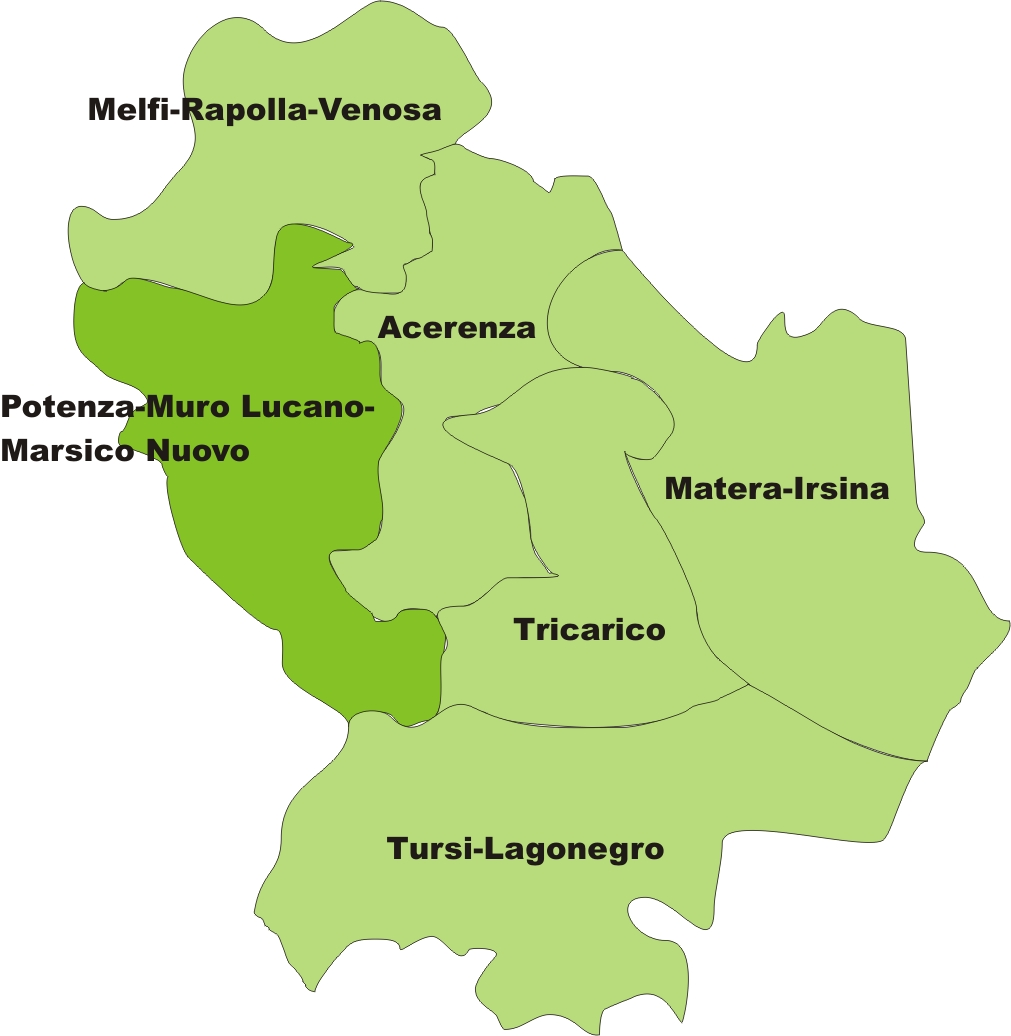
Région ecclésiastique de la Basilicate.

- Archidiocèse de Potenza-Muro Lucano-Marsico Nuovo
  - Archidiocèse d'Acerenza
  - Archidiocèse de Matera-Irsina
  - Diocèse de Melfi-Rapolla-Venosa
  - Diocèse de Tricarico
  - Diocèse de Tursi-Lagonegro

### Région ecclésiastique de Calabre

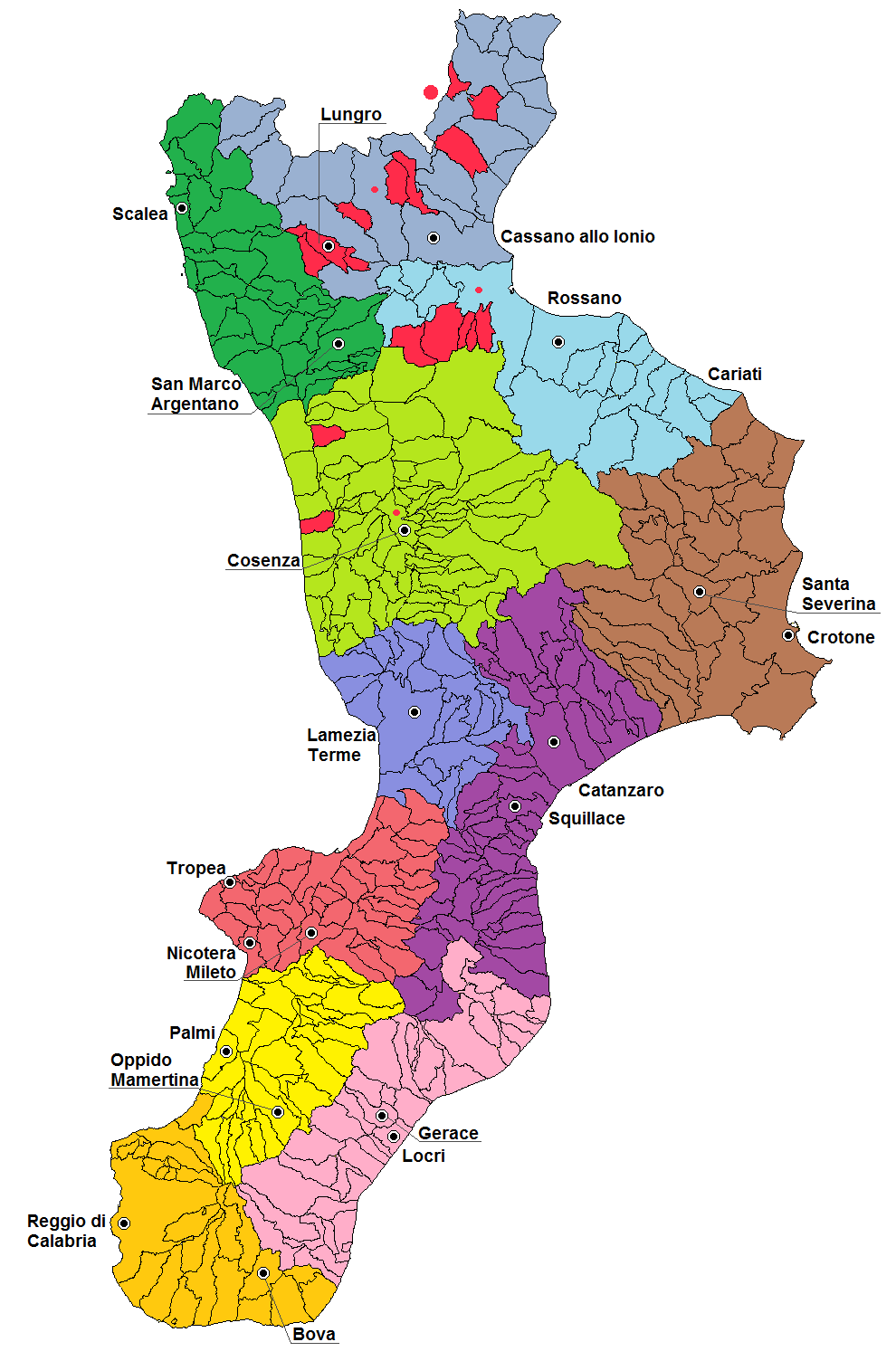
Région ecclésiastique de Calabre.

- Archidiocèse de Catanzaro-Squillace
  - Archidiocèse de Crotone-Santa Severina
  - Diocèse de Lamezia Terme
- Archidiocèse de Cosenza-Bisignano
  - Diocèse de Cassano allo Ionio
  - Archidiocèse de Rossano-Cariati
  - Diocèse de San Marco Argentano-Scalea
- Archidiocèse de Reggio de Calabre-Bova
  - Diocèse de Locri-Gerace
  - Diocèse de Mileto-Nicotera-Tropea
  - Diocèse d'Oppido Mamertina-Palmi
- Éparchie de Lungro (dépendant directement du Saint-Siège)

### Région ecclésiastique de Campanie
- Archidiocèse de Bénévent
  - Diocèse d'Ariano Irpino-Lacedonia
  - Diocèse d'Avellino

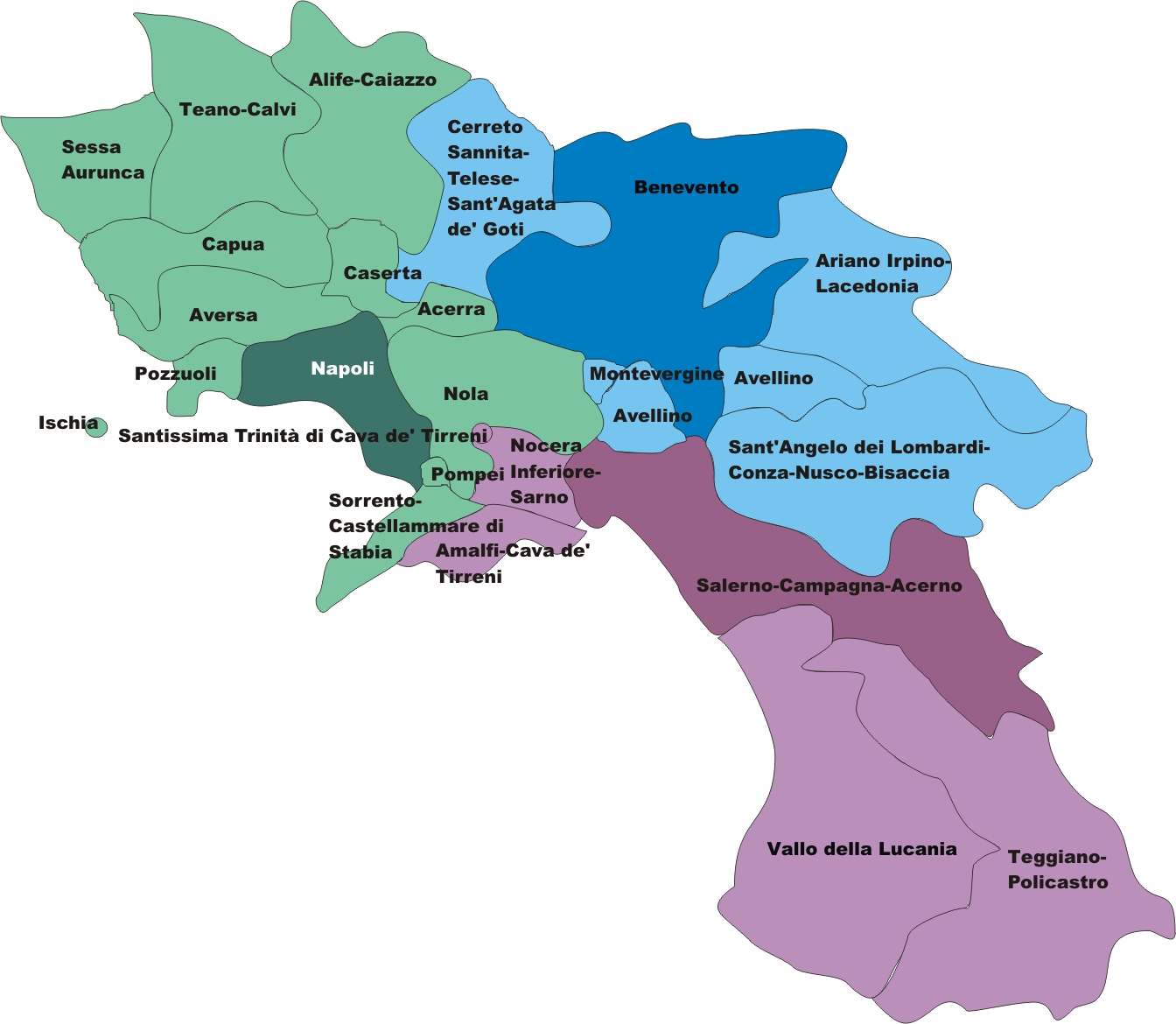
Région ecclésiastique de Campanie.

  - Diocèse de Cerreto Sannita-Telese-Sant'Agata de' Goti
  - Abbaye territoriale de Montevergine
  - Archidiocèse de Sant'Angelo dei Lombardi-Conza-Nusco-Bisaccia
- Archidiocèse de Naples
  - Diocèse d'Acerra
  - Diocèse d'Alife-Caiazzo
  - Diocèse d'Aversa
  - Archidiocèse de Capoue
  - Diocèse de Caserte
  - Diocèse d'Ischia
  - Diocèse de Nole
  - Prélature territoriale de Pompéi
  - Diocèse de Pouzzoles
  - Diocèse de Sessa Aurunca
  - Archidiocèse de Sorrente-Castellammare di Stabia
  - Diocèse de Teano-Calvi
- Archidiocèse de Salerne-Campagna-Acerno
  - Archidiocèse d'Amalfi-Cava de' Tirreni
  - Abbaye territoriale de la Sainte Trinité de Cava
  - Diocèse de Nocera Inferiore-Sarno
  - Diocèse de Teggiano-Policastro
  - Diocèse de Vallo della Lucania

### Région ecclésiastique d'Émilie-Romagne
- Archidiocèse de Bologne
  - Diocèse de Faenza-Modigliana

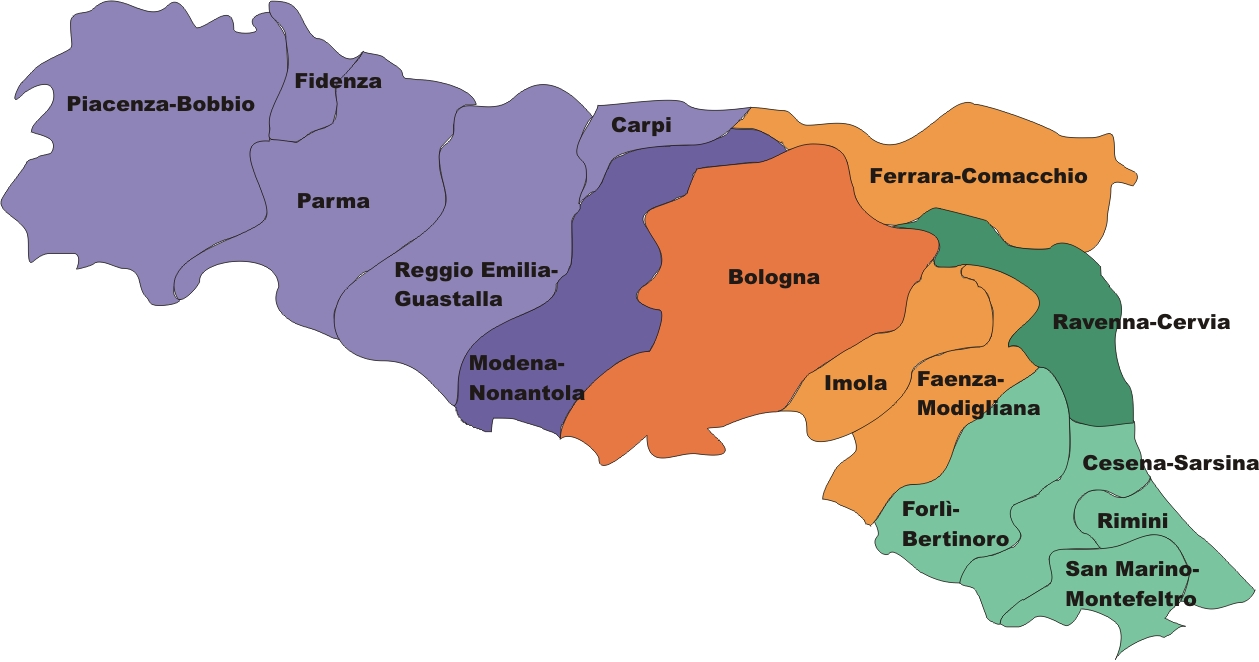
Région ecclésiastique d'Émilie-Romagne.

  - Archidiocèse de Ferrare-Comacchio
  - Diocèse d'Imola
- Archidiocèse de Modène-Nonantola
  - Diocèse de Carpi
  - Diocèse de Fidenza
  - Diocèse de Parme
  - Diocèse de Plaisance-Bobbio
  - Diocèse de Reggio d'Émilie-Guastalla
- Archidiocèse de Ravenne-Cervia
  - Diocèse de Cesena-Sarsina
  - Diocèse de Forlì-Bertinoro
  - Diocèse de Rimini
  - Diocèse de Saint-Marin-Montefeltro

### Région ecclésiastique du Latium
- Province ecclésiastique de Rome

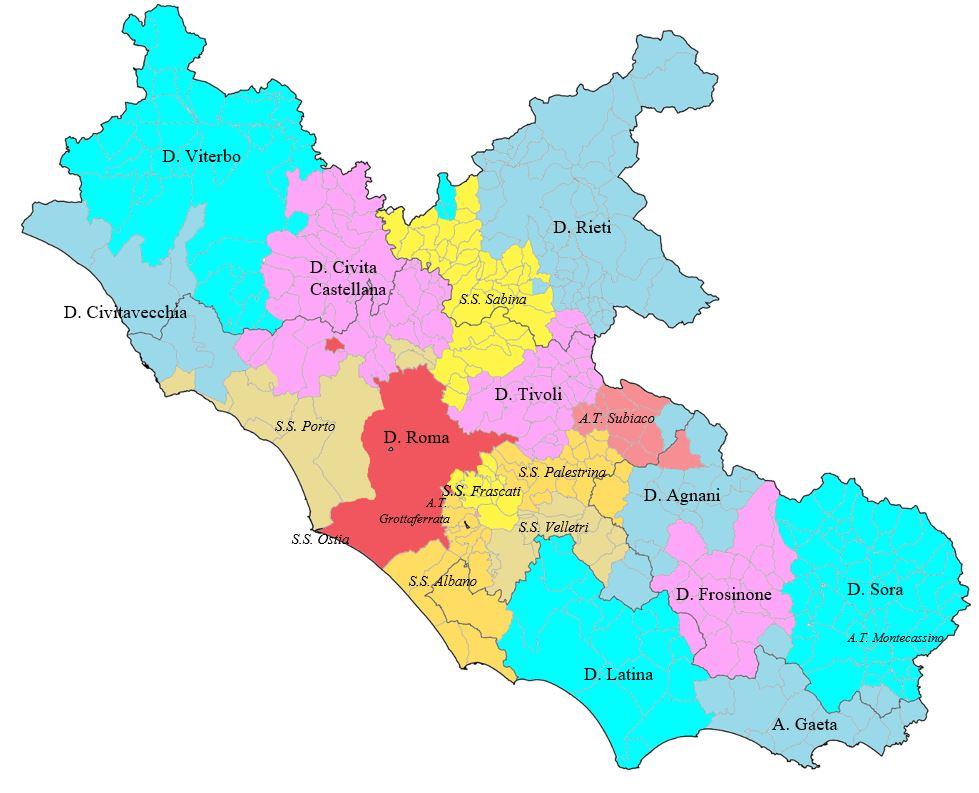
Régions ecclésiastiques et diocèses du Latium depuis 2015

  - Diocèse de Rome, dont diocèses suburbicaires :
  - Diocèse suburbicaire d'Albano
  - Diocèse suburbicaire de Frascati
  - Diocèse suburbicaire de Palestrina
  - Diocèse suburbicaire de Porto-Santa Rufina
  - Diocèse suburbicaire de Sabina-Poggio Mirteto
  - Diocèse suburbicaire de Velletri-Segni
  - Diocèse suburbicaire d'Ostie

Archidiocèses, diocèses et abbayes dépendants directement du Saint-Siège :
- Diocèse d'Anagni-Alatri
- Diocèse de Civita Castellana
- Diocèse de Civitavecchia-Tarquinia
- Diocèse de Frosinone-Veroli-Ferentino
- Archidiocèse de Gaète
- Abbaye territoriale de Sainte Marie de Grottaferrata
- Diocèse de Latina-Terracina-Sezze-Priverno
- Abbaye territoriale du Mont-Cassin
- Diocèse de Rieti
- Diocèse de Sora-Cassino-Aquino-Pontecorvo
- Abbaye territoriale de Subiaco
- Diocèse de Tivoli
- Diocèse de Viterbe

### Région ecclésiastique de Ligurie
- Archidiocèse de Gênes
  - Diocèse d'Albenga-Imperia
  - Diocèse de Chiavari

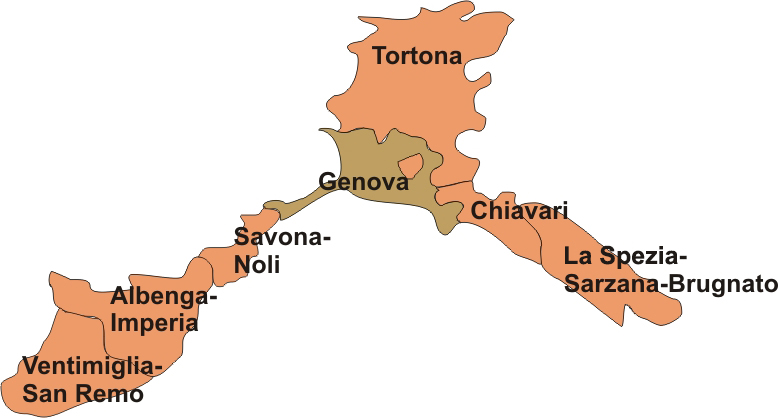
Région ecclésiastique de Ligurie.

  - Diocèse de La Spezia-Sarzana-Brugnato
  - Diocèse de Savone-Noli
  - Diocèse de Tortone
  - Diocèse de Vintimille-Sanremo

### Région ecclésiastique de Lombardie

Région ecclésiastique de Lombardie.

- Archidiocèse de Milan
  - Diocèse de Bergame
  - Diocèse de Brescia
  - Diocèse de Côme
  - Diocèse de Crema
  - Diocèse de Crémone
  - Diocèse de Lodi
  - Diocèse de Mantoue
  - Diocèse de Pavie
  - Diocèse de Vigevano

### Région ecclésiastique des Marches
- Archidiocèse d'Ancône-Osimo
  - Diocèse de Fabriano-Matelica
  - Diocèse de Jesi

Région ecclésiastique des Marches.

  - Prélature territoriale de Lorette
  - Diocèse de Senigallia
- Archidiocèse de Fermo
  - Diocèse d'Ascoli Piceno
  - Archidiocèse de Camerino-San Severino Marche
  - Diocèse de Macerata-Tolentino-Recanati-Cingoli-Treia
  - Diocèse de San Benedetto del Tronto-Ripatransone-Montalto
- Archidiocèse de Pesaro
  - Diocèse de Fano-Fossombrone-Cagli-Pergola
  - Archidiocèse d'Urbino-Urbania-Sant'Angelo in Vado

### Région ecclésiastique d'Ombrie

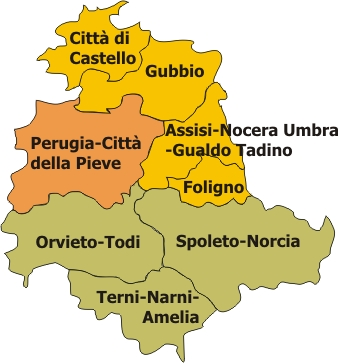
Région ecclésiastique d'Ombrie

- Archidiocèse de Pérouse-Città della Pieve
  - Diocèse d'Assise-Nocera Umbra-Gualdo Tadino
  - Diocèse de Città di Castello
  - Diocèse de Foligno
  - Diocèse de Gubbio

Diocèses dépendants directement du Saint-Siège
- Diocèse d'Orvieto-Todi
- Diocèse de Terni-Narni-Amelia
- Archidiocèse de Spolète-Norcia

### Région ecclésiastique du Piémont-Val d'Aoste
- Archidiocèse de Turin
  - Diocèse d'Acqui
  - Diocèse d'Albe
  - Diocèse d'Aoste
  - Diocèse d'Asti
  - Diocèse de Coni
  - Diocèse de Fossano
  - Diocèse d'Ivrée
  - Diocèse de Mondovi
  - Diocèse de Pignerol
  - Diocèse de Saluces
  - Diocèse de Suse
- Archidiocèse de Verceil
  - Diocèse d'Alexandrie
  - Diocèse de Bielle
  - Diocèse de Casale Monferrato
  - Diocèse de Novare

### Région ecclésiastique des Pouilles
- Archidiocèse de Bari-Bitonto

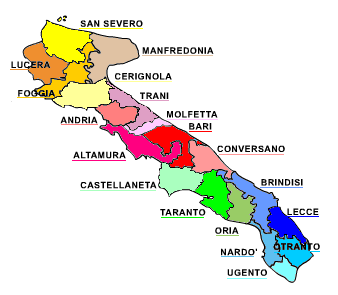
Région ecclésiastique des Pouilles

  - Diocèse d'Altamura-Gravina-Acquaviva delle Fonti
  - Diocèse d'Andria
  - Diocèse de Conversano-Monopoli
  - Diocèse de Molfetta-Ruvo-Giovinazzo-Terlizzi
  - Archidiocèse de Trani-Barletta-Bisceglie
- Archidiocèse de Foggia-Bovino
  - Diocèse de Cerignola-Ascoli Satriano
  - Diocèse de Lucera-Troia
  - Archidiocèse de Manfredonia-Vieste-San Giovanni Rotondo
  - Diocèse de San Severo
- Archidiocèse de Lecce
  - Archidiocèse de Brindisi-Ostuni
  - Diocèse de Nardò-Gallipoli
  - Archidiocèse d'Otrante
  - Diocèse d'Ugento-Santa Maria di Leuca
- Archidiocèse de Tarente
  - Diocèse de Castellaneta
  - Diocèse d'Oria

### Région ecclésiastique de Sardaigne

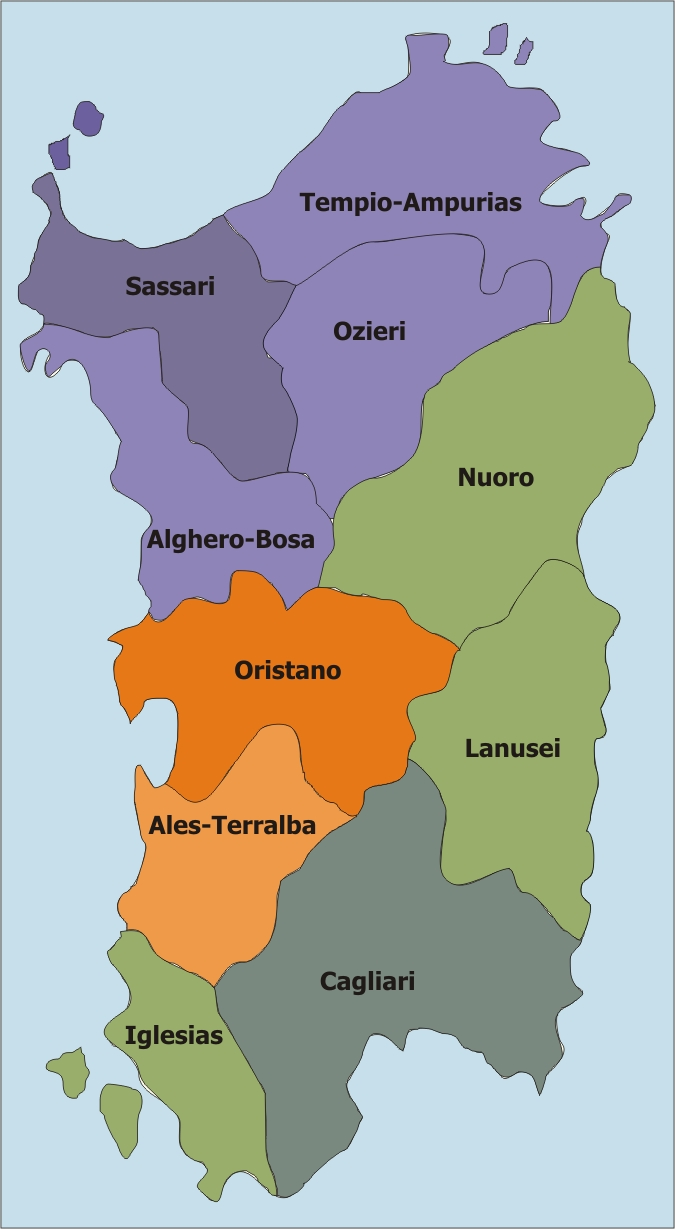
Région ecclésiastique de Sardaigne

- Archidiocèse de Cagliari
  - Diocèse d'Iglesias
  - Diocèse de Lanusei
  - Diocèse de Nuoro
- Archidiocèse d'Oristano
  - Diocèse d'Ales-Terralba
- Archidiocèse de Sassari
  - Diocèse d'Alghero-Bosa
  - Diocèse d'Ozieri
  - Diocèse de Tempio-Ampurias

### Région ecclésiastique de Sicile
- Archidiocèse d'Agrigente
  - Diocèse de Caltanissetta
  - Diocèse de Piazza Armerina
- Archidiocèse de Catane
  - Diocèse d'Acireale
  - Diocèse de Caltagirone

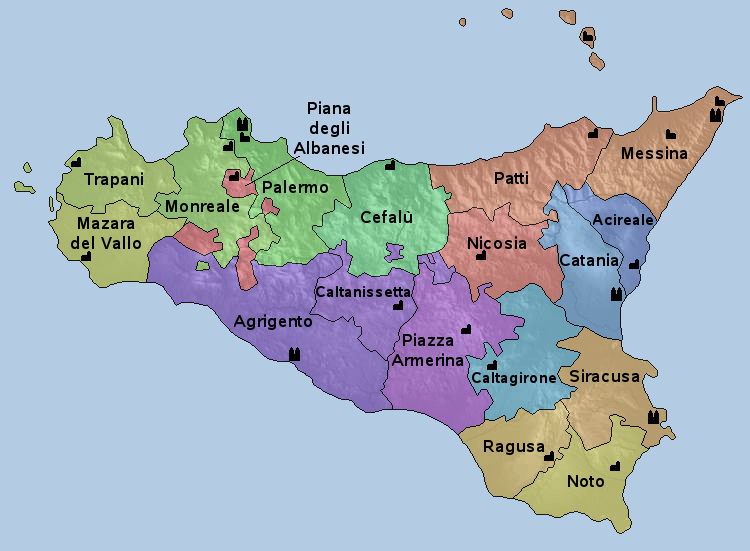
Région ecclésiastique de Sicile

- Archidiocèse de Messine-Lipari-Santa Lucia del Mela
  - Diocèse de Nicosia
  - Diocèse de Patti
- Archidiocèse de Palerme
  - Diocèse de Cefalù
  - Diocèse de Mazara del Vallo
  - Archidiocèse de Monreale
  - Diocèse de Trapani
- Archidiocèse de Syracuse
  - Diocèse de Noto
  - Diocèse de Raguse
- Éparchie de Piana degli Albanesi (dépendant directement du Saint-Siège)

### Région ecclésiastique de Toscane
- Archidiocèse de Florence

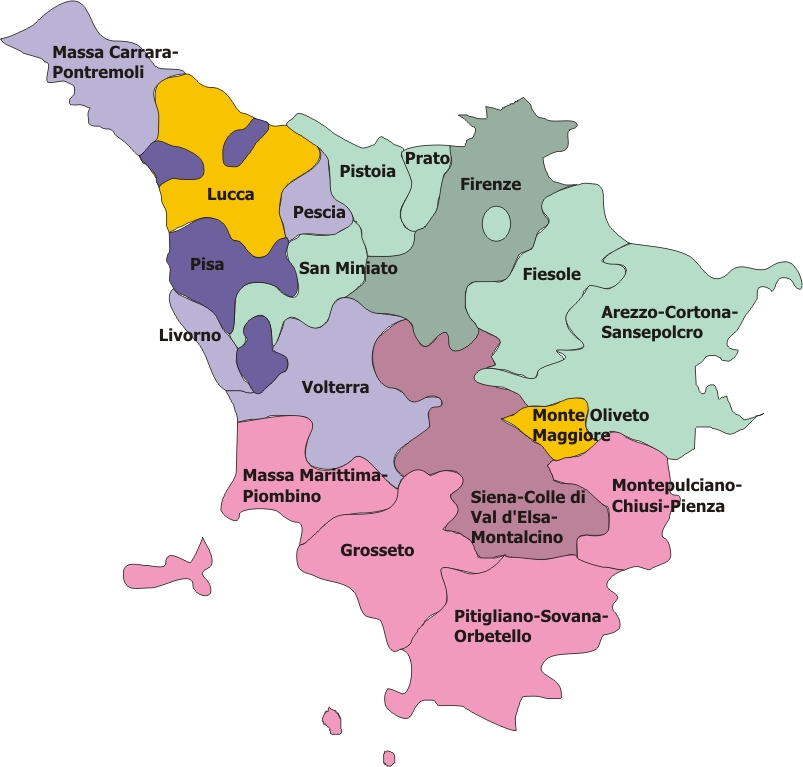
Région ecclésiastique de Toscane

  - Diocèse d'Arezzo-Cortone-Sansepolcro
  - Diocèse de Fiesole
  - Diocèse de Pistoia
  - Diocèse de Prato
  - Diocèse de San Miniato
- Archidiocèse de Pise
  - Diocèse de Livourne
  - Diocèse de Massa Carrare-Pontremoli
  - Diocèse de Pescia
  - Diocèse de Volterra
- Archidiocèse de Sienne-Colle di Val d'Elsa-Montalcino
  - Diocèse de Grosseto
  - Diocèse de Massa Marittima-Piombino
  - Diocèse de Montepulciano-Chiusi-Pienza
  - Diocèse de Pitigliano-Sovana-Orbetello
- Abbaye territoriale Santa Maria de Monte Oliveto Maggiore (dépendant directement du Saint-Siège)
- Archidiocèse de Lucques (diocèse dépendant directement du Saint-Siège)

### Région ecclésiastique de Triveneto

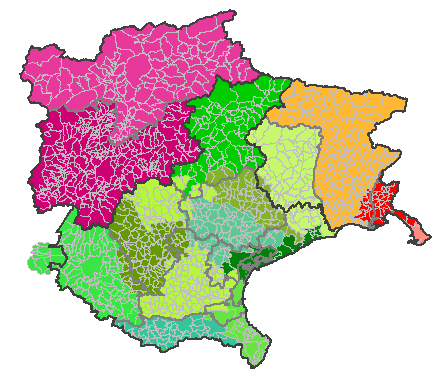
Région ecclésiastique de Triveneto

- Patriarcat de Venise
  - Diocèse d'Adria-Rovigo
  - Diocèse de Belluno-Feltre
  - Diocèse de Chioggia
  - Diocèse de Concordia-Pordenone
  - Diocèse de Padoue
  - Diocèse de Trévise
  - Diocèse de Vérone
  - Diocèse de Vicence
  - Diocèse de Vittorio Veneto
- Archidiocèse de Gorizia
  - Diocèse de Trieste
- Archidiocèse de Trente
  - Diocèse de Bolzano-Bressanone
- Archidiocèse d'Udine

## La question de la réduction du nombre de diocèses en Italie
Le nombre important de diocèses en Italie (la France, pour un territoire plus vaste et plus peuplé, en compte environ deux fois moins), et la taille réduite de certains d'entre eux, fait que la question de la réduction de leur nombre se pose dès le pontificat de Paul VI, à la suite des réformes du concile Vatican II. Un travail en cours au sein de la Conférence épiscopale italienne et de la Congrégation pour les évêques doit permettre de redéfinir la carte des diocèses en Italie, en réduisant leur nombre.